# 마르카 (신문)

로고

마르카(스페인어: MARCA)는 스페인의 스포츠 신문이다.